# Hate That I Love You
"Hate That I Love You" é uma canção da cantora barbadiana Rihanna, para o seu terceiro álbum de estúdio, Good Girl Gone Bad. A faixa é uma colaboração com o cantor Ne-Yo, e é o quarto single do trabalho.
Foi produzida por Stargate, que já tinha produzido uma canção anterior da cantora, o hit Unfaithful, presente no álbum "A Girl Like Me".
A canção foi nomeada nas categorias "Best R&B Song" e "Best R&B Performance By A Duo Or Group With Vocals" na cerimónia dos Grammy Awards de 2008.

## Escrita e estrutura musical
"Hate That I Love You" é um dueto de Rihanna e Ne-Yo, cujo último escreveu a faixa para o álbum da cantora. Numa entrevista, Rihanna disse:
| “ | Esta canção [Hate That I Love You], quando começa, pensamos que é uma música sexy, mas temos de entender bem a letra. É uma música bastante profunda. | ” |

É uma faixa moderadamente groove, numa nota música A♭. É cantada no tempo de assinatura normal. O destaque da canção é marcado pelo toque de violão dedilhado usado num acorde suspenso, acompanhado num refrão alongado.

## Vídeo musical
O director do vídeo musical foi Anthony Mandler, e foi gravado em Los Angeles a 13 de Agosto de 2007. Foi lançado oficialmente no site da cantora a 24 de Setembro de 2007, e estreou no TRL a 1 de Outubro do mesmo ano. Inclui Rihanna e Ne-Yo a cantarem em locais diferentes, sentindo saudades um do outro, fazendo pensar que estão a falar um do outro, mas no fim é mostrado que estavam a falar dos próprios amores um do outro.
Esteve durante doze dias na tabela do TRL e alcançou a primeira posição. Alcançou a segunda posição no nono dia no 106 & Park.
Foi ainda feito outro vídeo para "Hate That I Love You", com a participação de David Bisbal removendo as parte de Ne-Yo e sendo adicionadas imagens do cantor espanhol a chegar a uma sala de reprodução de películas, nas quais eram projectadas imagens das partes de Rihanna.

## Outras versões
"Cómo Odio Amarte", nome adaptado para a parceria com David Bispal, foi revelado na Internet a 2 de Dezembro de 2007. O cantor canta as deixas de Ne-Yo em espanhol, sendo ajustados à versão original da canção. Esta versão foi incluída no disco de bónus de David, Premonición DVD.
Rihanna e David Bisbal interpretaram “Hate That I Love You” a 8 de Julho de 2008 no programa Operación Triunfo em Espanha.
Foram realizadas mais outras duas versões da música, uma por uma cantora asiática e outra por Hins Cheung de Hong Kong, cantando a parte de Ne-Yo em cantonense e mandarim, e em ambas as versões a parte em inglês de Rihanna ficou intacta.

## Recepção da crítica
| Críticas profissionais | Críticas profissionais |
| Avaliações da crítica  | Avaliações da crítica  |
| Fonte                  | Avaliação              |
| ---------------------- | ---------------------- |
| About.com              | 4 de 5 estrelas.       |
| Digital Spy            | 3 de 5 estrelas.       |

Bill Lamb da About.com disse que a canção era elegante, embora tenha ficado fora do top 10. Considerou Rihanna como "génio da música", comparando "Hate That I Love You" com singles anteriores da cantora, como "SOS" e "Pon de Replay". Lamb ainda intitulou a faixa como "Irreplaceable II", dizendo que o som é familiar ao da música de Beyoncé, "estilo simples e reconfortante". Ainda afirmou que não tem o poder de composição de "Umbrella", no entanto tem poder vocal e "superior aos resultados obtidos".
Nick Levine da Digital Spy considerou esta música uma "desilusão", justificando que Rihanna depois de lançar dois singles do ano, como mega-hit "Umbrella" e o turbo "Shut Up and Drive", esta ficou aquém das expectativas. Afirmando ser uma batida de R&B, denominou-a ainda como prima de "Because of You" e "Sexy Love".

## Formatos e faixas
| CD Single promocional nos Estados Unidos (DEFR16755-2) |                                          |         |  |
| N.º                                                    | Título                                   | Duração |  |
| 1.                                                     | "Hate That I Love You" (Edição de rádio) | 03:39   |  |
| 2.                                                     | "Hate That I Love You" (Instrumental)    | 03:39   |  |
| Duração total:                                         | Duração total:                           | 06:78   |  |

| CD Single na Alemanha (602517537866) |                                          |         |  |
| N.º                                  | Título                                   | Duração |  |
| 1.                                   | "Hate That I Love You"                   |         |  |
| 2.                                   | "Hate That I Love You" (K-Klassic Remix) |         |  |
| 3.                                   | "Hate That I Love You" (Instrumental)    |         |  |
| 4.                                   | "Hate That I Love You" (Vídeo musical)   |         |  |

| CD Single na Europa (602517513693) |                                          |         |  |
| N.º                                | Título                                   | Duração |  |
| 1.                                 | "Hate That I Love You"                   |         |  |
| 2.                                 | "Hate That I Love You" (K-Klassic Remix) |         |  |

## Desempenho nas tabelas musicais
"Hate That I Love You" estreou na vigésima quarta posição da Bubbling Under Hot 100 Singles tabela da revista Billboard, a 30 de Agosto de 2007, subsequentemente estreou-se na Billboard Pop Songs na octogésima quinta posição e mais tarde na sexta na Billboard R&B/Hip-Hop Songs. Na Billboard Hot 100 a canção estreou em #98, alcançando mais tarde a sétima posição como melhor, passadas cinco semanas no número #9. Na Billboard Pop Songs alcançou a décima segunda posição na mesma semana. Foi descarregada 1.04 milhão. Também se tornou top 20 no Canadá, alcançando a décima sétima como melhor no Canadian Hot 100.
No Reino Unido, alcançou a quinquagésima posição depois do lançamento físico da faixa, mais tarde melhorando para a décima quinta. Na Austrália, estreou em #48. Contudo, depois de outra semana a descer, subiu à décima oitava posição, subindo trinta e uma posições tornando-se um dos maiores saltos da história na tabela ARIA Charts. Mais tarde, alcançou a décima quarta posição como a melhor. Em Espanha, a versão espanhola da canção estreou na quinta posição, e alcançou o #1 durante três semanas consecutivas. Na Nova Zelândia, e no Mundo alcançou a sexta posição como melhor, e em Portugal a décima segunda.
| Tabelas musicais (2009)                      | Melhor posição |
| -------------------------------------------- | -------------- |
| Alemanha - Germany Singles Top 100           | 11             |
| Austrália - Australia Singles Top 50         | 14             |
| Áustria - Austria Singles Top 75             | 14             |
| Bélgica - Belgian Singles Chart              | 23             |
| Bulgária - Bulgaria Singles Chart            | 14             |
| Canadá - Canada Singles Top 100              | 17             |
| Estados Unidos - Billboard Hot 100           | 7              |
| Estados Unidos - Billboard Pop Songs         | 3              |
| Estados Unidos - Billboard R&B/Hip Hop Songs | 20             |
| Estados Unidos - Billboard Digital Songs     | 9              |
| Dinamarca - Denmark Singles Top 40           | 30             |
| Irlanda - Ireland Singles Top 50             | 13             |
| Mundo - United World Chart                   | 6              |
| Países Baixos - Dutch Singles Chart          | 7              |
| França - French Singles Chart                | 16             |
| Espanha - Spanish Singles Chart              | 1              |
| Nova Zelândia - New Zealand Top 40           | 6              |
| Portugal - Portugal Singles Top 50           | 12             |
| Reino Unido - UK Singles Chart               | 15             |
| Suécia - Swedish Singles Chart               | 10             |
| Suíça - Swiss Singles Chart                  | 13             |

| País           | Certificador | Certificação | Vendas            |
| -------------- | ------------ | ------------ | ----------------- |
| Austrália      | ARIA         | Ouro         | +35,000 unidades  |
| Brasil         | ABPD         | Platina      | +100,000 unidades |
| Estados Unidos | RIAA         | Platina      | +500,000 unidades |
| Espanha        | PROMUSICAE   | 3× Platina   | +180,000 unidades |
| Nova Zelândia  | RIANZ        | Platina      | +7500 unidades    |